# Zmarli w styczniu 2015

## Styczeń 2015
- 31 stycznia
  - Alicja Breymeyer – polska profesor, ekolog[1]
  - Don Covay – amerykański piosenkarz R&B, rock and roll, soul i blues; autor tekstów[2]
  - Zygmunt Haduch-Suski – polski profesor, specjalista tribologii[3]
  - Vic Howe – kanadyjski hokeista[4]
  - Zbigniew Kurtycz – polski piosenkarz, gitarzysta i kompozytor[5]
  - Adalberto Arturo Rosat – włoski duchowny katolicki, biskup[6]
  - Lizabeth Scott – amerykańska aktorka[7]
  - Richard von Weizsäcker – niemiecki polityk, szósty prezydent Republiki Federalnej Niemiec[8]
- 30 stycznia
  - Witold Andrzejewski – polski duchowny rzymskokatolicki, aktor[9]
  - Carl Djerassi – bułgarski, austriacki i amerykański chemik, prozaik, dramatopisarz[10]
  - Geraldine McEwan – brytyjska aktorka[11]
  - Howard Norris – brytyjski rugbysta[12]
  - Henryk Szczepański – polski piłkarz, olimpijczyk (1960)[13]
  - Gerrit Voorting – holenderski kolarz szosowy i torowy[14]
  - Żelu Żelew – bułgarski polityk, filozof, prezydent Bułgarii w latach 1990–1997[15]
- 29 stycznia
  - Amparo Baró – hiszpańska aktorka[16]
  - Colleen McCullough – australijska pisarska[17]
  - Rod McKuen – amerykański piosenkarz, kompozytor i poeta[18]
  - Kel Nagle – australijski golfista[19]
  - Stanisław Sikorski – polski polityk i nauczyciel[20]
  - José Martins da Silva – brazylijski duchowny katolicki, arcybiskup[21]
  - Jan Skrzek – polski muzyk i kompozytor bluesowy, harmonijkarz i pianista[22]
  - Ole Sørensen – duński piłkarz[23]
  - Jisra’el Jinnon – izraelski dyrygent[24]
- 28 stycznia
  - Alberto Cardaccio – argentyński piłkarz[25]
  - Yves Chauvin – francuski chemik, laureat Nagrody Nobla z dziedziny chemii[26]
  - Ludwik Zbigniew Jaśkiewicz – polski specjalista w zakresie budowy samochodów, prof. zw. dr hab. inż.[27]
  - Zdzisław Kałuża – polski kierowca rajdowy[28]
  - Klemens Edmund Majchrowicz – polski żołnierz podziemia niepodległościowego w czasie II wojny światowej, działacz kombatancki[29]
  - Stanisław Pietrzak – polski polityk i samorządowiec, były wiceprezydent Warszawy, wicewojewoda warszawski i mazowiecki[30]
- 27 stycznia
  - Wilfred Agbonavbare – nigeryjski piłkarz[31]
  - Henk Faanhof – holenderski kolarz szosowy[32]
  - Charles Townes – amerykański fizyk, laureat Nagrody Nobla w dziedzinie fizyki[33]
  - Daniel de Tramecourt – polski malarz, grafik, rysownik, rzeźbiarz[34]
- 26 stycznia
  - Kazimierz Bartoszyński – polski teoretyk i historyk literatury[35]
  - Lucjan Lis – polski kolarz szosowy, olimpijczyk[36]
  - Karl-Heinz Narjes – niemiecki polityk i prawnik, deputowany Bundestagu, członek Komisji Europejskiej (1981–1989)[37]
  - Lee Spick – profesjonalny angielski snookerzysta[38]
  - Tom Uren – australijski polityk Partii Pracy[39]
- 25 stycznia
  - Urszula Janicka-Krzywda – polska etnograf[40]
  - Zdzisław Marek – polski profesor, lekarz, biegły medycyny sądowej[41]
  - Bill Monbouquette – amerykański baseballista[42]
  - Demis Roussos – grecki piosenkarz muzyki pop[43]
- 24 stycznia
  - Otto Carius − niemiecki oficer, jeden z dowódców w czasie II wojny światowej[44]
  - Toller Cranston – kanadyjski łyżwiarz figurowy[45]
  - Ryszard Grucza – polski biolog, specjalista fizjologii sportu[46]
- 23 stycznia
  - Abd Allah – król Arabii Saudyjskiej[47]
  - Ernie Banks – amerykański baseballista[48]
  - Marian Bień – polski kierowca rajdowy[49]
  - Barrie Ingham – brytyjski aktor[50]
  - Jewgienij Iszczienko – ukraiński Kozak, jeden z liderów separatystów w Ługańskiej Republice Ludowej, mer Perwomajska[51]
  - Leszek Leiss – polski bokser i trener[52]
  - Aleksandr Łastin – rosyjski szachista, arcymistrz od 1997[53]
  - M.S. Narayana – indyjski aktor i reżyser filmowy[54]
- 22 stycznia
  - Peggy Charren – amerykańska założycielka Akcji dla Telewizji Dziecięcej[55]
  - Wendell Ford – amerykański polityk partii demokratycznej, senator[56]
  - Joan Hinde – brytyjska trębaczka i kornecistka jazzowa[57]
  - Franco Nicolazzi – włoski polityk i nauczyciel, minister przemysłu handlu i rzemiosła (1979) oraz robót publicznych (1979–1980, 1980–1987), lider Włoskiej Partii Socjaldemokratycznej (1985–1988)[58]
  - Dacia Valent – włoska polityk pochodzenia somalijskiego, eurodeputowana III kadencji[59]
- 21 stycznia
  - Leon Brittan – brytyjski prawnik i polityk, członek Partii Konserwatywnej, minister w rządach Margaret Thatcher, komisarz europejski[60]
  - Wiesław Gola – polski perkusista[61]
  - Andrzej Kucharski – polski polityk, działacz opozycji demokratycznej w PRL[62]
  - Krystian Seibert – polski architekt i urbanista[63]
  - Pauline Yates – brytyjska aktorka[64]
- 20 stycznia
  - Czesław Biernat – polski historyk, archiwista[65]
  - Edgar Froese – niemiecki muzyk rockowy grający muzykę elektroniczną, kompozytor, grafik[66]
  - Henryk Kowalczyk – polski piłkarz i trener[67]
  - Rose Marie McCoy – amerykańska autorka tekstów piosenek[68]
  - Oliver Neighbour – brytyjski muzykolog[69]
  - Hitoshi Saitō – japoński judoka, dwukrotny mistrz olimpijski[70]
  - Leszek Stoch – polski chemik, profesor Akademii Górniczo-Hutniczej w Krakowie[71]
- 19 stycznia
  - Justin Capră – rumuński inżynier, wynalazca[72]
  - Józef Hołard – polski artysta, malarz, grafik, plakacista, pedagog[73]
  - José María Hernández González – meksykański duchowny katolicki[74]
  - Władimir Kiesariew – rosyjski piłkarz[75]
  - Anne Kirkbride – brytyjska aktorka[76]
  - Robert Manzon – francuski kierowca Formuły 1[77]
  - Ward Swingle – amerykański piosenkarz i muzyk jazzowy[78]
- 18 stycznia
  - Zbigniew Jethon − polski profesor, lekarz wojskowy, specjalista medycyny lotniczej[79]
  - Alberto Nisman – argentyński prokurator federalny[80]
  - Piet van der Sanden – holenderski polityk i dziennikarz, deputowany krajowy i europejski[81]
  - Dallas Taylor – amerykański perkusista rockowy[82]
  - Kazimierz Urbański – polski twórca filmów animowanych, scenograf[83]
  - Tony Verna – amerykański producent telewizyjny[84]
- 17 stycznia
  - Norbert Dedeckere – belgijski kolarz przełajowy i szosowy[85]
  - Faten Hamama – egipska aktorka[86]
  - Don Harron – kanadyjski komik, aktor, reżyser, dziennikarz, pisarz, dramaturg i kompozytor[87]
  - Kazumasa Hirai – japoński pisarz[88]
  - Stefan Jankowski – polski profesor, chemik[89]
  - Tadeusz Kubit – polski strażak, pułkownik pożarnictwa[90]
  - Origa – rosyjska piosenkarka[91]
  - Greg Plitt – amerykański model, instruktor fitness i aktor[92]
  - Czesław Szafrański – polski profesor nauk rolniczych[93]
- 16 stycznia
  - Juan Aguilar – argentyński bokser[94]
  - Miriam Akavia – izraelska pisarka i tłumaczka[95]
  - Andrzej Babiński – polski dziennikarz, marynista[96]
  - Kazimierz Banyś – polski inżynier, profesor nauk technicznych[97]
  - Ray Lumpp – amerykański koszykarz[98]
  - Yao Beina – chińska piosenkarka[99]
- 15 stycznia
  - Mirosław Cybulko – polski chirurg, polityk[100]
  - Ervin Drake – amerykański kompozytor i autor tekstów piosenek[101]
  - Kim Fowley – amerykański muzyk rockowy, producent muzyczny, piosenkarz[102]
  - Joseph Zuza – malawijski duchowny katolicki[103]
  - Chikao Ōtsuka – japoński aktor[104]
- 14 stycznia
  - Jerzy Holzer – polski historyk i politolog[105]
  - Nélida Romero – argentyńska aktorka[106]
  - Zhang Wannian – chiński generał[107]
- 13 stycznia
  - Mark Juddery – australijski pisarz, dziennikarz[108]
  - Eugenia Malewska – polska pedagog, profesor zwyczajny[109]
  - Hara Patnaik – indyjski aktor[110]
  - Ronnie Ronalde – brytyjski piosenkarz[111]
  - Trevor Ward-Davies – brytyjski basista zespołu Dave Dee, Dozy, Beaky, Mick & Tich[112]
- 12 stycznia
  - Clifford Adams – amerykański puzonista, muzyk[113]
  - James Daman – nigeryjski duchowny katolicki, augustianin[114]
  - Eugeniusz Koziej – polski profesor[115]
  - Jelena Obrazcowa – radziecka śpiewaczka operowa[116]
  - Marcin Pawlak – polski samorządowiec[117]
  - Darrell Winfield − amerykański model i kowboj[118]
- 11 stycznia
  - Jenő Buzánszky – węgierski piłkarz[119]
  - Anita Ekberg – szwedzka aktorka i modelka[120]
  - Danuta Michałowska – polska aktorka[121]
  - Stanisław Kurnatowski  – polski profesor, archeolog i muzealnik[122]
  - Bruno Visintin – włoski bokser[123]
  - Ryszard Zub – polski szermierz szablista[124]
- 10 stycznia
  - Dienis Cygurow –  rosyjski hokeista i trener hokejowy[125]
  - Pierre-André Fournier – kanadyjski duchowny katolicki[126]
  - Jim Hogan – irlandzko–brytyjski lekkoatleta maratończyk[127]
  - Junior Malanda – belgijski piłkarz[128]
  - Slobodan Martinović – serbski szachista i trener szachowy, arcymistrz od 1979 roku[129]
  - Taylor Negron – amerykański aktor[130]
  - Francesco Rosi – włoski reżyser filmowy[131]
  - Robert Stone – amerykański pisarz[132]
- 9 stycznia
  - Angelo Anquilletti – włoski piłkarz[133]
  - Samuel Goldwyn Jr. – amerykański producent filmowy[134]
  - Józef Oleksy – polski polityk, premier i marszałek Sejmu[135]
  - Peder Pedersen – duński kolarz[136]
  - Roy Tarpley – amerykański koszykarz[137]
- 8 stycznia
  - Edmund Bałuka – polski działacz opozycyjny w PRL[138]
  - Andraé Crouch – amerykański wokalista gospel i kompozytor[139]
  - Janusz Czarnek – polski ekonomista[140]
  - Richard Meade – brytyjski jeździec sportowy[141]
  - Krystyna Nepomucka – polska pisarka[142]
  - Jerzy Rakowski − polski generał brygady pilot LWP[143]
- 7 stycznia
  - Zygmunt Klein – polski działacz samorządowy, prezydent Chorzowa (1982–1986)[144]
  - Tadeusz Konwicki – polski pisarz, scenarzysta i reżyser filmowy[145]
  - Jean-Paul Parise – kanadyjski hokeista[146]
  - Jethro Pugh – amerykański futbolista[147]
  - Rod Taylor – amerykański aktor filmowy pochodzenia australijskiego[148]

W zamachu terrorystycznym w siedzibie Charlie Hebdo zginęli między innymi:
- Jean Cabut – francuski rysownik satyryczny
- Elsa Cayat – francuska psychoanalityk, dziennikarka
- Stéphane Charbonnier – francuski dziennikarz, rysownik satyryczny
- Philippe Honoré – francuski dziennikarz, rysownik satyryczny
- Bernard Maris – francuski ekonomista i dziennikarz
- Bernard Verlhac – francuski rysownik satyryczny
- Georges Wolinski – francuski rysownik satyryczny

- 6 stycznia
  - Ivor Abrahams – angielski rzeźbiarz, twórca obiektów i grafik[156]
  - Vlastimil Bubník – czeski piłkarz i hokeista[157]
  - Joseph Djida – kameruński duchowny katolicki, biskup[158]
  - Michał Hernik – polski motocyklista, uczestnik Rajdu Dakar 2015[159]
  - Tadeusz Nowak – polski lekkoatleta[160]
  - Józef Obacz – polski pedagog, działacz społeczny, honorowy obywatel Świebodzina[161]
  - Lance Percival – angielski aktor, komik, piosenkarz[162]
  - Alexandru Segal – brazylijski szachista pochodzenia rumuńskiego, mistrz międzynarodowy od 1977[163]
  - Jan Wysogląd – polski działacz samorządowy, wicewojewoda bielski[164]
- 5 stycznia
  - Zulfikar Joy Ali – fidżyjski bokser[165]
  - Jean-Pierre Beltoise – francuski kierowca motocyklowy i wyścigowy[166]
  - Khan Bonfils – brytyjski aktor[167]
  - Wojciech Brzozowicz – polski aktor[168]
  - Paweł Buczyński – polski kompozytor i pedagog[169]
  - Antonio Fuertes – hiszpański piłkarz[170]
  - Bernard McLaughlin – amerykański duchowny katolicki, biskup[171]
  - Ganesh Patro – indyjski pisarz, dramaturg[172]
- 4 stycznia
  - Claude Chamboisier – francuski muzyk i aktor[173]
  - Pino Daniele – włoski muzyk[174]
  - Chitresh Das – indyjski tancerz, choreograf, kompozytor i pedagog[175]
  - Teresa Halik – polska sinolog i wietnamistka[176]
  - Helena Kisiel – polska historyk, archiwistka, działaczka społeczna[177]
  - Fiodor Kulikow – radziecki działacz partyjny i państwowy[178]
  - Wasil Lawonau – radziecki i białoruski polityk[179]
  - Stu Miller – amerykański baseballista[180]
  - Natalino Pescarolo – włoski duchowny katolicki, biskup[181]
  - Ahuti Prasad – indyjski aktor[182]
  - Yves Rouquette – francuski poeta i pisarz[183]
  - Upendra Trivedi – indyjski aktor[184]
  - René Vautier – francuski reżyser[185]
  - Edmund Wnuk-Lipiński – polski socjolog, pedagog, pisarz[186]
  - János Zsombolyai – węgierski operator filmowy, reżyser i scenarzysta[187]
- 3 stycznia
  - Edward Brooke – amerykański polityk[188]
  - Paulinus Costa – bengalski duchowny katolicki, arcybiskup[189]
  - Henk Ebbinge – holenderski piłkarz[190]
  - Ivan Jullien – francuski muzyk, kompozytor, aranżer, dyrygent i trębacz jazzowy[191]
  - Olga Kniaziewa – radziecka florecistka, złota medalistka Igrzysk Olimpijskich 1976[192]
  - Tibor Széles – węgierski kierowca wyścigowy[193]
  - Jouko Törmänen – fiński skoczek narciarski, mistrz olimpijski z 1980[194]
- 2 stycznia
  - Little Jimmy Dickens – amerykański piosenkarz country[195]
  - Basil Hansen – australijski hokeista[196]
  - Roger Kitter – brytyjski aktor[197]
  - Lam Po-chuen – hongkoński aktor głosowy[198]
  - Abu Anas al-Libi – libijski terrorysta[199]
  - Arthur A. Neu – amerykański polityk i prawnik, wicegubernator stanu Iowa[200]
  - Zbigniew Popielski – polski kompozytor i pedagog[201]
  - Daniel Poulin – kanadyjski hokeista[202]
  - Stefan Ryłko – polski duchowny katolicki, ksiądz, prawnik, historyk kościoła, hagiograf, profesor[203]
- 1 stycznia
  - Ulrich Beck – niemiecki socjolog[204]
  - Aleksandr Bednow – ukraiński milicjant, separatysta z Ługańskiej Republiki Ludowej[205]
  - Eric Cunningham – kanadyjski polityk[206]
  - Mario Cuomo – amerykański polityk, gubernator stanu Nowy Jork[207]
  - Donna Douglas – amerykańska aktorka[208]
  - Jeff Golub – amerykański gitarzysta[209]
  - Józef Hałas – polski malarz, pedagog[210]
  - Umar Karami – libański polityk, premier Libanu[211]
  - Bill Keating – amerykański futbolista i prawnik[212]
  - Manfred Kiedorf – niemiecki scenograf, ilustrator i miniaturzysta[213]
  - Géry Leuliet – francuski duchowny katolicki, biskup[214]
  - Hanna Lóránd – węgierska aktorka[215]
  - Boris Morukow – rosyjski kosmonauta[216]
  - Mrunalini Devi Puar – indyjska pedagog, diabetyk[217]
  - Hector Quine – brytyjski gitarzysta klasyczny[218]
  - Tommy Ruskin – amerykański perkusista jazzowy[219]
  - Ninón Sevilla – kubańsko-meksykańska aktorka, tancerka, piosenkarka[220]
  - Leszek Snopkowski – polski piłkarz[221]
  - William Lloyd Standish – amerykański sędzia i prawnik[222]
  - Janusz Szosland – polski włókiennik, profesor Politechniki Łódzkiej[223]
  - Vicente Vela – hiszpański malarz i projektant[224]
  - Miller Williams – amerykański poeta[225]

- data dzienna nieznana
  - Adam Dżygiel – polski nauczyciel, działacz sportowy i polityczny[226]